# Damian Andrzej Muskus

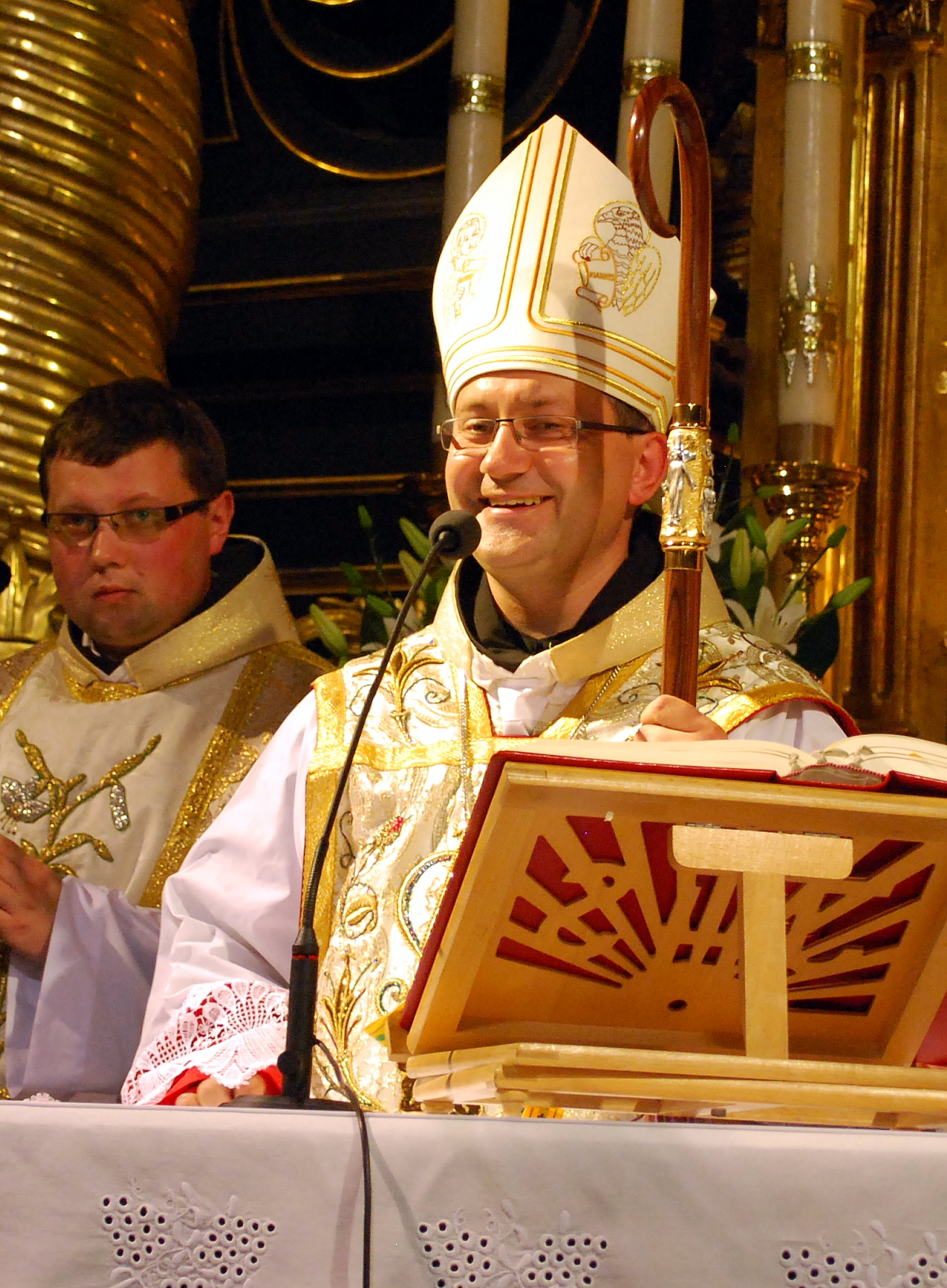
Damian Andrzej Muskus (2011)

Bischofswappen von Damian Andrzej Muskus

Damian Andrzej Muskus OFM (* 6. September 1967 in Nowa Sarzyna) ist ein polnischer römisch-katholischer Ordensgeistlicher und Weihbischof in Krakau.

## Leben
Damian Andrzej Muskus wuchs in Leżajsk auf und erlangte 1986 am dortigen Bolesław-Chrobry-Gymnasium das Abitur. Anschließend trat er der Ordensgemeinschaft der Franziskaner in der Ordensprovinz Unbefleckte Empfängnis der Heiligen Jungfrau Maria bei und absolvierte das Noviziat in Leżajsk. Er legte am 9. September 1987 in der Basilika Mariä Verkündigung in Leżajsk die erste und am 4. Oktober 1991 die ewige Profess ab. Von 1987 bis 1993 studierte er Philosophie und Katholische Theologie an den ordenseigenen Priesterseminaren in Krakau und in Kalwaria Zebrzydowska. Am 12. Juni 1993 empfing er in der Passions- und Marienkapelle in Kalwaria Zebrzydowska durch den Erzbischof von Lemberg, Marian Jaworski, das Sakrament der Priesterweihe.
Muskus war nach der Priesterweihe zunächst als Katechet sowie als Pilger- und Jugendseelsorger in Kalwaria Zebrzydowska tätig. 1994 setzte er seine Studien an der Katholischen Universität Lublin fort, wo er 1998 mit der Arbeit Szkoła środowiskiem katechetycznym. Katechetyczne studium interdyscyplinarne („Die Schule als katechetisches Umfeld. Eine interdisziplinäre Studie zur Katechetik“) zum Doktor der Theologie im Fach Katechetik promoviert wurde. Von 1999 bis 2002 war Muskus Dozent und Disziplinarpräfekt am Priesterseminar der Franziskaner in Kalwaria Zebrzydowska, bevor er 2002 dessen Regens und Guardian des dortigen Klosters vom Heiligen Franz von Assisi wurde. Zusätzlich war er von 2002 bis 2003 Chefredakteur der ordenseigenen Zeitschrift Przegląd Kalwaryjski. Danach fungierte er von 2005 bis 2011 als Kustos des Heiligtums von Kalwaria Zebrzydowska. In dieser Funktion widmete er sich der Verbesserung der dortigen Jugend- und Behindertenseelsorge sowie der Organisation der Restaurierung der Marienbasilika. Ferner empfing er 2006 Papst Benedikt XVI. auf dem Kalvarienberg in Kalwaria Zebrzydowska während dessen Polen-Reise. Ab 2011 war Muskus Sekretär für die Bildung in der Ordensprovinz Unbefleckte Empfängnis der Heiligen Jungfrau Maria der Franziskaner und Verantwortlicher für die Katechese. Darüber hinaus lehrte er erneut Katechetik und Didaktik am ordenseigenen Priesterseminar.
Papst Benedikt XVI. ernannte ihn am 16. Juli 2011 zum Titularbischof von Amaia und Weihbischof in Krakau. Der Erzbischof von Krakau, Stanisław Kardinal Dziwisz, spendete ihm und Grzegorz Ryś am 28. September desselben Jahres in der Wawel-Kathedrale in Krakau die Bischofsweihe; Mitkonsekratoren waren Franciszek Kardinal Macharski, emeritierter Erzbischof von Krakau, und Stanisław Kardinal Ryłko, Präsident des Päpstlichen Rates für die Laien. Sein Wahlspruch Ecce mater tua („Siehe, deine Mutter!“) stammt aus Joh 19,27 . Das Wappen von Muskus zeigt das Kreuz von San Damiano. Als Weihbischof ist Muskus zudem Generalvikar des Erzbistums Krakau. Ferner ist er als Seelsorger in der Pfarrei St. Salvator in Krakau und für die kranken Priester im Erzbistum tätig. Darüber hinaus gehört er dem Priesterrat und dem Konsultorenkollegium an.
Damian Muskus war Chef-Koordinator des Weltjugendtags 2016 in Krakau. In der Polnischen Bischofskonferenz gehört er zudem der Kommission für die Institute des geweihten Lebens und die Gesellschaften des apostolischen Lebens und dem Jugendpastoralrat sowie den Arbeitsgruppen für Migration und für Kontakte mit der Regierung der Republik Polen bezüglich des Religionsunterrichts an. Außerdem fungiert er als Delegierter der Bischofskonferenz für die Herz-Jesu-Gemeinschaften. Darüber hinaus war er stellvertretender Vorsitzender des Organisationskomitees für den Besuch von Papst Franziskus im Jahr 2016.

## Schriften
- Szkoła środowiskiem katechetycznym. Katechetyczne studium interdyscyplinarne. Calvarianum, Kalwaria Zebrzydowska 1999, ISBN 978-83-8739524-7.
- Sprawozdanie z działalności pedagogiczno-naukowej Wyższego Seminarium Duchownego OO. Bernardynów w Kalwarii Zebrzydowskiej za rok akademicki 2000/2001. In: Przegląd Kalwaryjski. Nr. 7, 2002, OCLC 998904829.
- Kościół w Polsce przygotowuje Światowe Dni Młodzieży. In: Studia Katechetyczne. Band 11, 2015, OCLC 998284883, S. 21–33 (edu.pl [PDF; 591 kB]).
- Kalwaryjska ambona Karola Wojtyły. In: Robert Nęcek, Joanna Sobczyk-Pająk (Hrsg.): Jan Paweł II: komunikacja i kultura. W 100-lecie urodzin Wielkiego Papieża (= Edukacja Medialna. Band 5). Wydawnictwo Arsarti, Krakau 2020, OCLC 1245445238.
- Damian Muskus, Magdalena Dobrzyniak: Nie mój Kościół: rozmowy o nadziei, oczyszczeniu i fundamentach wiary. Wydawnictwo WAM, Krakau 2023, ISBN 978-83-277-3804-2.